# Isle-sur-Marne
Isle-sur-Marne település Franciaországban, Marne megyében. Lakosainak száma 96 fő (2022. január 1.). Isle-sur-Marne Arrigny, Larzicourt, Matignicourt-Goncourt, Moncetz-l’Abbaye és Orconte községekkel határos.

## Népesség
A település népességének változása:
| Lakosok száma | 107  | 104  | 103  | 99   | 96   | 95   | 94   | 93   | 96   |
|               | 2013 | 2015 | 2016 | 2017 | 2018 | 2019 | 2020 | 2021 | 2022 |